# Академия коммунистического воспитания имени Н. К. Крупской
Акаде́мия коммунисти́ческого воспита́ния и́мени Н. К. Кру́пской (АКВ) — педагогическое высшее учебное заведение в СССР.

## История

### Педагогический институт имени П. Г. Шелапутина
В 1911 году в Москве на средства промышленника П. Г. Шелапутина по высочайше утверждённому проекту, представленному министром народного просвещения А. Н. Шварцем, было учреждено высшее учебное мужское заведение (Педагогический институт им. П. Г. Шелапутина).

### После 1917 года

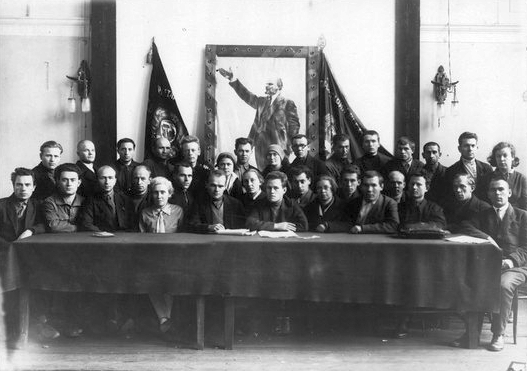
Ректор академии Н.Н. Колесникова в группе преподавателей и студентов, 1929-1932 гг.

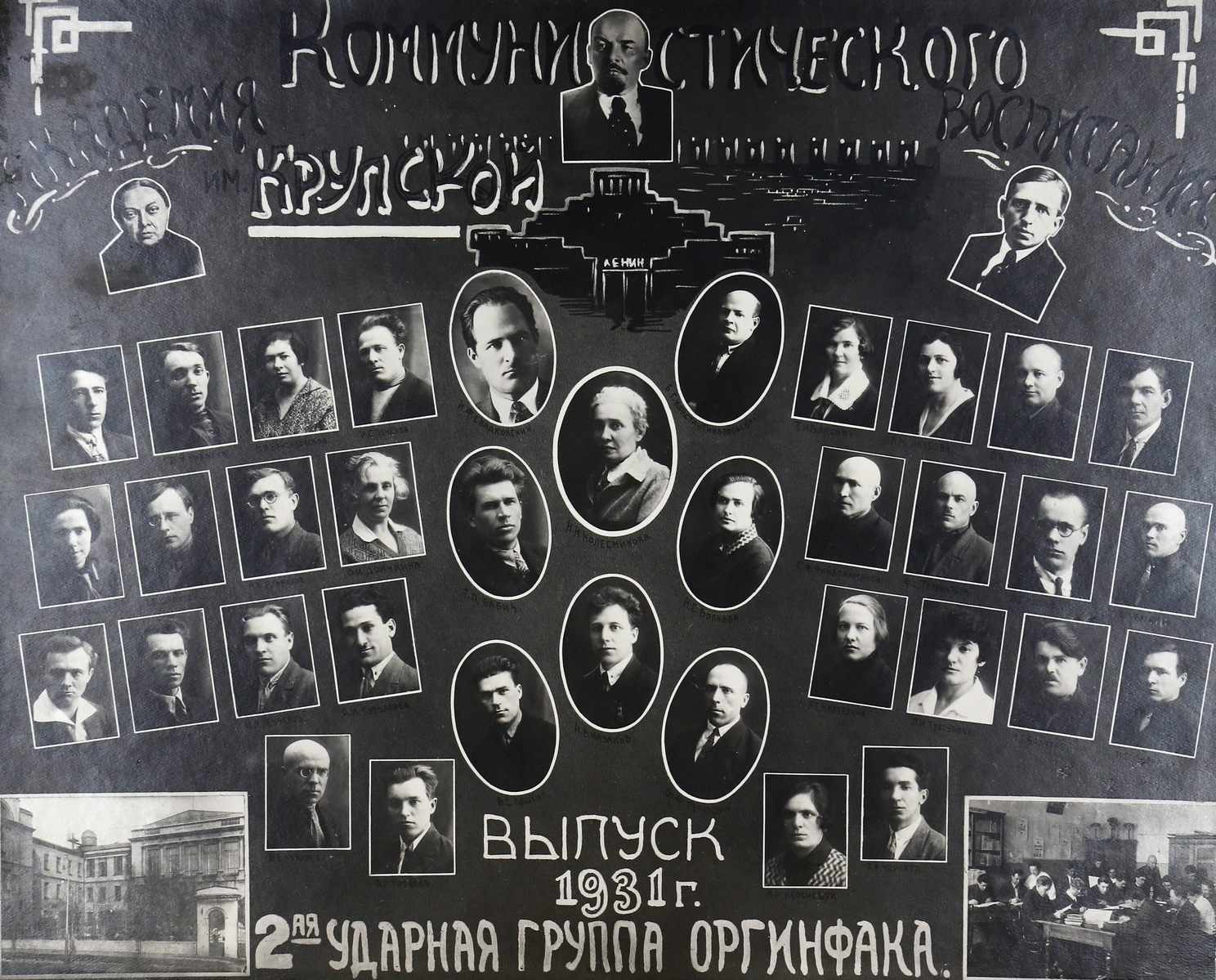
Выпуск 1931 года. Выпускники факультета организационно-инспекторской работы

Институт был неоднократно преобразован и менял название: 
- 1917—1923 Академия социального воспитания[источник не указан 656 дней]
- 1923—1934 Академия коммунистического воспитания имени Н. К. Крупской
- 1934—1942 Коммунистический педагогический институт имени Н. К. Крупской.

На базе института была создана Академия социального воспитания, в 1919 году в неё вошёл Педагогический институт (бывший Московский учительский). В 1923 году была переименована в Академию коммунистического воспитания (АКВ); в 1924 году Академии присвоено имя Н. К. Крупской. Первый ректор Академии — П. П. Блонский (1919—1923), затем — Н. В. Шевелев, проректором — Л. Р. Менжинская (сестра В. Р. Менжинского). Организационно Академия сначала делилась на циклы: индустриально-математический (председатель — В. В. Фельдт), коммунистический (Д. И. Розенберг), педагогический (С. С. Моложавый), биолого-агрономический (Б. В. Игнатьев), художественный (Д. Л. Аспелунд); затем на факультеты: дошкольный, организаторов школы 1-й ступени, биолого-агрономический и организационно-инспекторский; затем (в 1927) — на факультеты: 1-й основной курс, дошкольный, школьный, крестьянской молодёжи, политпросветработы, фабзауча, организационно-инспекторский, школы взрослых и Совпартшкол.
Занимала здания Педагогического института имени П. Г. Шелапутина (Большой Трубецкой переулок, 16) и Епархиального дома (Лихов переулок, 6).
В 1930 году при ректоре Н. Н. Колесниковой количество учащихся — 1500 человек.
В 1931—1938 годах при Академии действовал Высший коммунистический институт просвещения (ВКИП), его первый директор — И. К. Луппол (1931—1934).
В 1934 году Академия переведена в Ленинград и преобразована в Коммунистический педагогический институт им. Н. К. Крупской; в 1942 году институт был объединён с Ленинградским педагогическим институтом им. А. И. Герцена.

## Научная работа
Выделялась научная работа кафедр педологии: школьной (руководитель П. П. Блонский), дошкольной (С. С. Моложавый), и подростковой (А. Б. Залкинд), а также кафедры педагогики (руководитель с 1930 — В. Н. Шульгин) и психологической лаборатории (руководитель А. Р. Лурия; среди сотрудников Л. И. Божович, Л. С. Выготский, А. В. Запорожец, Р. Е. Левина, А. Н. Леонтьев, Н. Г. Морозова, Л. С. Славина; лаборатория закрыта в 1931 году).